# Gomorra (película)
Gomorra es una película italiana de 2008 dirigida por Matteo Garrone y basada en la novela homónima de Roberto Saviano, inspirada a su vez en hechos reales. Saviano colaboró en la adaptación del guion cinematográfico junto al propio director, Maurizio Braucci, Ugo Chiti, Gianni Di Gregorio y Massimo Gaudioso. En el largometraje se narran cinco historias que abordan la problemática de la violencia en Nápoles y Caserta a causa de la Camorra.
Se estrenó en Italia el 16 de mayo de 2008. Fue galardonada con más de veinte premios internacionales, entre ellos el Gran Premio del Jurado del Festival de Cannes, y cinco Premios del Cine Europeo: mejor película, director, actor, guion y fotografía.

## Argumento
La cinta analiza con gran crudeza la influencia de las actividades de la organización criminal mafiosa Camorra, en las vidas de individuos corrientes de la región de Campania, mostrando en cinco historias los efectos de la criminalidad sobre la vida cotidiana de tales individuos con una elevada dosis de realismo, y presentando los principios e ideas que rigen las vidas de, quienes sin ser parte de la mafia, se relacionan con ella de alguna forma, obteniendo ventajas o sufriendo daños.
La primera historia es la de Don Ciro, el especialista en contabilidad que trabaja para la Camorra del barrio napolitano de Scampia y que por orden de sus jefes entrega secretamente dinero a las familias de los mafiosos del "Clan Di Lauro" encarcelados, hasta que una banda rival lo descubre y ataca violentamente, y luego le exige elegir entre traicionar a sus jefes delatando su ubicación o la muerte. Asustado por la situación, Ciro acepta llevar a la banda rival a un escondite donde se reúnen mafiosos del Clan Di Lauro, que son muertos a tiros por la banda rival. Tras la matanza, los asesinos dejan libre a Ciro junto con una suma de dinero en efectivo, y el protagonista huye del lugar hacia un destino incierto tras su delación.
Sigue la historia de Totó, un adolescente repartidor de tienda también de Scampia, que devuelve a una pandilla mafiosa un empaque de armas y drogas escondidas a toda prisa por éstos mientras huían, los pandilleros le ofrecen integrarse a su grupo como recompensa, lo que Totó acepta; poco después una banda "rebelde" que depende del clan mafioso rival mata a un colega de Totó en plena calle. Tras el hecho, Totó recibe una orden perentoria de su pandilla: atraer fuera de su casa a Maria, una mujer cuyo hijo se ha unido a la "banda rebelde" y que ha sido antigua cliente de Totó, para que sea asesinada a tiros por otros pandilleros. 
Luego llega la historia de Roberto, cuyo jefe, Franco, gana dinero con la Camorra arrojando residuos tóxicos -comprados por la Mafia a las industrias del Norte de Italia- en los desagües públicos de Campania hasta que en una "operación" Franco arroja inadvertidamente ácido sobre un camionero, causándole graves heridas. Otros camioneros al servicio de Franco renuncian a su trabajo al saber el hecho, por lo cual Franco contrata adolescentes que por ínfima paga recogen los residuos tóxicos y los llevan clandestinamente en camiones, arriesgando sus vidas. Franco compra un predio rural a un matrimonio de ancianos labradores endeudados, para arrojar allí residuos tóxicos; Roberto recibe de los ancianos una cesta de frutas pero Franco le pide tirarla a la basura pues las frutas son de tierra contaminada. Roberto recrimina a Franco su conducta y renuncia al negocio, pero Franco le replica fríamente que gracias a su ilegal proceder Italia cumple las normas ecológicas de la UE, mientras ayuda a gente común a pagar deudas y "soluciona problemas que otros crearon".
La cuarta historia es la de Pasquale, un modisto de alta costura que por el bajo sueldo de 600 euros al mes trabaja en la localidad de Terzigno creando prendas de lujo para el industrial textil Iavarone, hombre vinculado a la Camorra; no obstante Pasquale también subsiste entrenando secretamente a obreros textiles chinos por las noches, contratado por empresarios chinos que compiten contra firmas controladas por la Camorra. Pasquale pacta con los empresarios chinos que, para evitar sospechas, éstos le recogerán de un punto determinado cada noche y lo llevarán a su fábrica en el maletero de un auto. Una noche los chinos son descubiertos por dos pistoleros que les matan en su auto y disparan al maletero hiriendo a Pascuale, por lo cual el diseñador huye de su ciudad y cambia de trabajo. Durante un descanso en su trabajo de camionero, en la televisión de un bar contempla irónicamente a la actriz Scarlett Johansson vistiendo un traje creado por el propio Pasquale. 
La historia final es la de Marco y Ciro, dos adolescentes violentos y rebeldes de Nápoles que sueñan con tornarse grandes mafiosos e imitan fantasiosamente a los personajes de gánster creados por Hollywood; un día realizan una exitosa transacción de cocaína robando a unos inmigrantes africanos, pero tras ello reciben una advertencia de un mafioso real del Clan Casalesi para que dejen de operar sin permiso del clan. Marco y Ciro ignoran el aviso y poco después roban un depósito de armas perteneciente al Clan Casalesi, divirtiéndose en disparar ráfagas en un canal cercano al mar. Marco y Ciro usan las armas para robar una tienda de videojuegos y obtienen gran cantidad de dinero, tras lo cual visitan un table dance clandestino para celebrar su inicio delictivo. Allí son descubiertos por reales mafiosos que les exigen devolver las armas robadas; al negarse a ello Marco y Ciro, el jefe local de los Casalesi -el "tío Vittorio"- se muestra impactado con la tenacidad de los chicos y les ofrece un "examen" para ingresar a la Camorra: matar a un mafioso rival. Marco y Ciro aceptan el plan, todos pactan un día y hora para ejecutar la "misión", pero al llegar al punto de reunión Marco y Ciro son emboscados por mafiosos de la banda de Vittorio, que les matan allí mismo.

## Estreno
- Italia: 16 de mayo de 2008.
- España: 14 de noviembre de 2008.
- Argentina: 8 de marzo de 2009, en el Festival Pantalla Pinamar.
- Colombia: 3 de abril de 2009.
- Uruguay: 5 de junio de 2009.
- México: 10 de junio de 2009.

## Premios y nominaciones
| Fecha             | Premio                                    | Categoría                                           | Receptor(es)                                                                                       | Resultado |
| ----------------- | ----------------------------------------- | --------------------------------------------------- | -------------------------------------------------------------------------------------------------- | --------- |
| Mayo de 2008      | Festival de Cannes                        | Palma de Oro                                        | Matteo Garrone                                                                                     | Nominada  |
| Mayo de 2008      | Festival de Cannes                        | Gran Premio del Festival                            | Matteo Garrone                                                                                     | Ganadora  |
| Junio de 2008     | Festival de Cine de Múnich                | Arri-Zeiss                                          | Matteo Garrone                                                                                     | Ganadora  |
| Octubre de 2008   | Festival Internacional de Cine de Chicago | Hugo de plata al mejor guion                        | Maurizio Braucci, Ugo Chiti, Gianni Di Gregorio, Matteo Garrone, Massimo Gaudioso, Roberto Saviano | Ganadora  |
| Noviembre de 2008 | British Independent Film Awards           | Mejor película extranjera                           | | Nominada  |
| Diciembre de 2008 | Premios del Cine Europeo                  | Mejor película                                      | | Ganadora  |
| Diciembre de 2008 | Premios del Cine Europeo                  | Mejor director                                      | Matteo Garrone                                                                                     | Ganador   |
| Diciembre de 2008 | Premios del Cine Europeo                  | Mejor actor                                         | Toni Servillo                                                                                      | Ganador   |
| Diciembre de 2008 | Premios del Cine Europeo                  | Mejor fotografía                                    | Marco Onorato                                                                                      | Ganador   |
| Diciembre de 2008 | Premios del Cine Europeo                  | Mejor guion                                         | Maurizio Braucci, Ugo Chiti, Gianni Di Gregorio, Matteo Garrone, Massimo Gaudioso, Roberto Saviano | Ganadores |
| Diciembre de 2008 | Premios Satellite                         | Mejor película extranjera                           | | Ganadora  |
| Enero de 2009     | Globos de Oro (Estados Unidos)            | Mejor película en lengua no inglesa                 | | Nominada  |
| Enero de 2009     | Broadcast Film Critics Association        | Premio de la crítica a la mejor película extranjera | | Nominada  |
| Febrero de 2009   | Premios BAFTA                             | Mejor película de habla no inglesa                  | Domenico Procacci Matteo Garrone                                                                   | Nominada  |
| Febrero de 2009   | Premios César                             | Mejor película extranjera                           | Matteo Garrone                                                                                     | Nominada  |
| Febrero de 2009   | Premios Independent Spirit                | Mejor película en lengua no inglesa                 | Matteo Garrone                                                                                     | Nominada  |
| Febrero de 2009   | Robert Festival                           | Mejor película no estadounidense                    | Matteo Garrone                                                                                     | Nominada  |
| Marzo de 2009     | Premios Bodil                             | Mejor película no estadounidense                    | Matteo Garrone                                                                                     | Nominada  |
| Abril de 2009     | 53 Premios Sant Jordi                     | Rosa de Sant Jordi a la mejor película extranjera   | Matteo Garrone                                                                                     | Ganadora  |
| Mayo de 2009      | Premios David de Donatello                | Mejor película                                      | Domenico Procacci Matteo Garrone                                                                   | Ganadora  |
| Mayo de 2009      | Premios David de Donatello                | Mejor actriz de reparto                             | Maria Nazionale                                                                                    | Nominada  |
| Mayo de 2009      | Premios David de Donatello                | Mejor director                                      | Matteo Garrone                                                                                     | Ganador   |
| Mayo de 2009      | Premios David de Donatello                | Mejor guion                                         | Maurizio Braucci, Ugo Chiti, Gianni Di Gregorio, Matteo Garrone, Massimo Gaudioso, Roberto Saviano | Ganadora  |
| Mayo de 2009      | Premios David de Donatello                | Mejor fotografía                                    | Marco Onorato                                                                                      | Nominada  |
| Mayo de 2009      | Premios David de Donatello                | Mejor vestuario                                     | Alessandra Cardini)                                                                                | Nominada  |
| Mayo de 2009      | Premios David de Donatello                | Mejor sonido                                        | Maricetta Lombardo                                                                                 | Ganadora  |
| Mayo de 2009      | Premios David de Donatello                | Mejor montaje                                       | Marco Spoletini                                                                                    | Ganadora  |
| Mayo de 2009      | Premios David de Donatello                | Mejor canción original (Herculaneum)                | Robert del Naja Neil Davidge Euan Dickinson                                                        | Ganadora  |
| Mayo de 2009      | Premios David de Donatello                | Mejor productor                                     | Domenico Procacci                                                                                  | Ganadora  |
| Mayo de 2009      | Premios David de Donatello                | Mejor escenografía                                  | Paolo Bonfini                                                                                      | Nominada  |
| Junio de 2009     | Nastro d'argento                          | Premio del año                                      | Matteo Garrone                                                                                     | Ganadora  |
| Junio de 2009     | Nastro d'argento                          | Mejor sonido                                        | Maricetta Lombardo                                                                                 | Ganadora  |
| Junio de 2009     | Nastro d'argento                          | Mejor montaje                                       | Marco Spoletini                                                                                    | Nominada  |
| Junio de 2009     | Nastro d'argento                          | Mejor fotografía                                    | Marco Onorato                                                                                      | Nominada  |
| Junio de 2009     | Nastro d'argento                          | Mejor guion                                         | Maurizio Braucci, Ugo Chiti, Gianni Di Gregorio, Matteo Garrone, Massimo Gaudioso, Roberto Saviano | Nominada  |
| Julio de 2009     | Globos de Oro (Italia)                    | Mejor película                                      | Matteo Garrone                                                                                     | Ganadora  |
| Julio de 2009     | Globos de Oro (Italia)                    | Mejor director                                      | Matteo Garrone                                                                                     | Nominado  |
| Julio de 2009     | Globos de Oro (Italia)                    | Mejor actor                                         | Toni Servillo                                                                                      | Ganadora  |
| Julio de 2009     | Globos de Oro (Italia)                    | Mejor fotografía                                    | Marco Onorato                                                                                      | Ganadora  |
| Julio de 2009     | Globos de Oro (Italia)                    | Mejor guion                                         | Maurizio Braucci, Ugo Chiti, Gianni Di Gregorio, Matteo Garrone, Massimo Gaudioso, Roberto Saviano | Nominada  |
| Enero de 2010     | Kansas City Film Critics Circle           | Mejor película extranjera                           | | Ganadora  |
| Marzo de 2010     | Premios Chlotrudis                        | Mejor guion adaptado                                | Maurizio Braucci, Ugo Chiti, Gianni Di Gregorio, Matteo Garrone, Massimo Gaudioso, Roberto Saviano | Nominados |
| Junio de 2010     | Premio Cóndor de Plata                    | Mejor Película Extranjera                           | | Nominada  |